# Diocèse de Léon
Pour les articles homonymes, voir Léon.
Ne doit pas être confondu avec Archidiocèse de León, Diocèse de León en Nicaragua ou Diocèse de León.

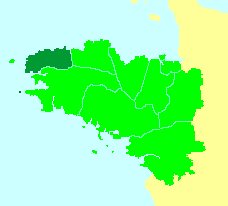
L'ancien évêché de Léon à l'échelle de la Bretagne

Le diocèse de Léon (en latin : Dioecesis Leonensis) ou évêché de Léon est un ancien diocèse de l'Église catholique en France. Il est un des neuf évêchés de la Bretagne historique. Son territoire s'étendait sur le pays de Léon, région septentrionale de l'actuel département du Finistère. Il a fusionné en 1790 avec l'évêché de Cornouaille pour former le diocèse de Quimper et Léon. Le siège épiscopal se trouvait à Saint-Pol-de-Léon. L'évêque portait le titre d'« évêque-comte de Léon ».

## Histoire

### Arrivée deSaint Pol Aurélienen Armorique
Au VIe siècle, l'Armorique devient Bretagne par l'arrivée massive d'émigrés bretons venus du pays de Galles et de la Domnonée britannique, principalement de la région de Cornouailles.
Procope de Césarée écrit en 550 que « les Francs leur permettent d'habiter la partie de leur territoire qu'ils estiment être la plus déserte ».
Le Léon (et la Cornouaille) étaient-ils déjà christianisés à l'arrivée des Bretons ? On[Qui ?] peut penser que l'évangélisation n'avait pas encore atteint sérieusement la partie occidentale de la péninsule : le chaton de bague et le graffiti chrétien de Locmaria sont les seuls témoignages archéologiques exhumés à ce jour.
Les Vies des Saints font arriver les Bretons en groupes sous la conduite de chefs, religieux ou civils. Ceux qui occupèrent le nord de l'Armorique étaient venus sous la conduite d'un chef nommé Riwal. Pendant le règne de son fils Deroch, la Domnonée armoricaine reçut de nouveaux immigrants, et parmi eux, Saint Tugdual. Débarqué sur la côte à l'Ouest du Léon, il y établit un lann près du Conquet. Il commença à évangéliser le pays de Léon, qu'il laissa à Pol-Aurélien, lui-même s'en allant vers l'est, formant des monastères, en particulier à Tréguier
Pol, Paulinannus, ou Paullinus, vient du pays de Galles où il était condisciple de Samson, Gildas, et David à l'école monastique de saint Iltud. Il quitte son pays avec un groupe de disciples et traverse la Cornouaille britannique où il s'arrête un temps sur l'injonction du roi Marc, alias Conomor.
Il arrive ensuite à Ouessant avec « 12 prêtres et autant de laïques unis à lui par un lien de parenté, les uns neveux, les autres cousins », et un nombre suffisant d'esclaves. Étant donné le caractère clanique de la société bretonne ancienne, tout porte à croire que les émigrés se regroupèrent en fonction de liens familiaux et ethniques. Là, il établit le monastère de Lampaul. Ses compagnons sont connus : Tégonnec (Saint-Thégonnec et Plogonnec), Goeznou (Gouesnou et Gouézec), Laouénan (Tréflaouénan), Jaoua (Saint-Jaoua en Plouvien), Winiau (Plouigneau), Séo' (Sainte-Sève).
Pol établit d'autres monastères à Lampaul-Plouarzel, Lampaul-Ploudalmézeau, Lampaul-Guimiliau, à l'île de Batz où Withur lui remet l'évangéliaire et la cloche, insignes du père abbé, et, enfin, à l'oppidum qui deviendra Saint-Pol-de-Léon.

### Pol Aurélien, premier évêque de Léon
D'après une biographie écrite au IXe siècle, Pol aurait été chargé par le machtiern Withur, ou Wizur, qui résidait à l'île de Batz, d'une mission auprès du roi franc Childebert. En réalité, Withur priait le mérovingien d'user de son autorité pour obliger Pol à accepter l'épiscopat.
Par la volonté de Withur (ou Wizur) et de Childebert, il sera donc consacré « évêque », évêque-abbé d'un monastère à la manière celtique. Son rayonnement, et celui de ses disciples, atteint une grande partie de la Domnonée. Son apostolat en Bretagne se situe entre 530 et 580 environ.
Dans sa vieillesse, Pol aurait laissé l'administration de son « diocèse » à trois auxiliaires et se serait réservé le gouvernement de l'abbaye qu'il avait fondée. La cathédrale de Saint-Pol-de-Léon conserve encore sa clochette monastique, curieux spécimen de l'art breton de cette époque.
La notion de diocèse avec des limites définitives où s'exerce l'autorité de l'évêque, si elle existait bien chez les Gallo-romains et les Francs, était sans doute étrangère aux chrétiens venus d'Outre-Manche qui avaient gardé leurs us et coutumes. Les monastères bretons observaient  d'ailleurs la règle des moines (telle la tonsure celtique, la date de Pâques)  de Grande-Bretagne ou d'Irlande. L'évêque-abbé exerçait sa juridiction sur l'abbaye-mère, puis sur les autres monastères, sur les plou, ple, plo, lann, loc, tre ou tref autour desquels se formèrent des agglomérations qui allaient devenir des paroisses bretonnes.  Cet état de fait dura jusqu'au moment de la constitution du royaume de Bretagne.
En 567, au Concile de Tours, les prélats gallo-francs défendirent d'ordonner en Armorique un évêque sans le consentement du métropolitain (qui se trouvait à Tours). Les Bretons n'en tinrent aucun compte. Cet attachement à leur discipline particulière devait les rendre suspects à Rome et aux Carolingiens.

### Évolution

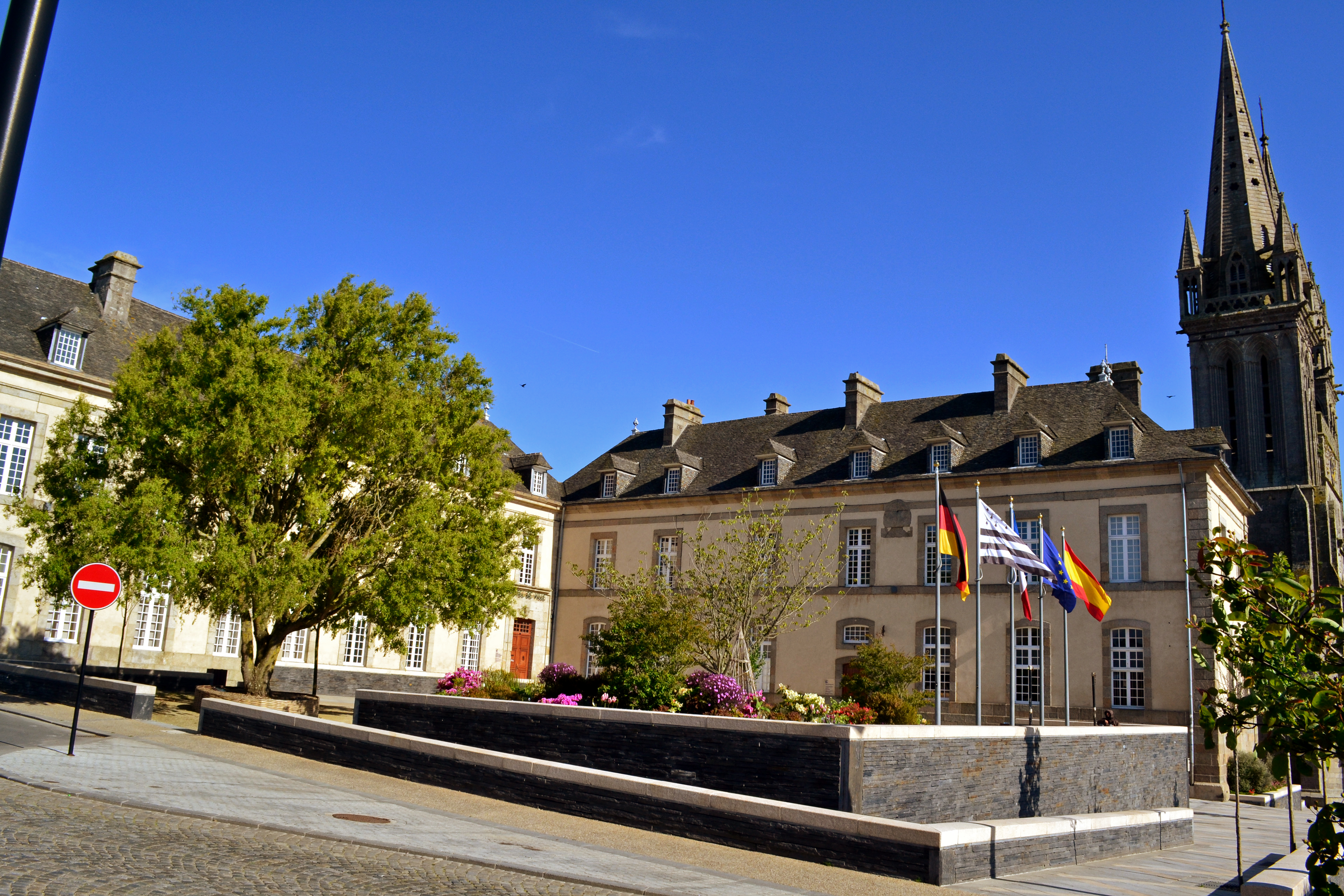
Ancien palais épiscopal de Saint-Pol-de-Léon (XVIIIe siècle).

En 919 eut lieu la grande invasion des Normands. Toute la Bretagne fut envahie et saccagée, et de nombreux habitants vendus ou expulsés. Les comtes, machtierns, les marchands, les moines, les prêtres et tous ceux qui avaient quelque chose à perdre s'exilèrent.
Vers l'an 1000, à la suite des réformes demandées par Rome, la province de Bretagne se place sous la juridiction de la métropole de Tours (il faudra attendre encore longtemps avant qu'il y ait un archevêque à Rennes ![Interprétation personnelle ?]).
La géographie des diocèses se fixe définitivement à la fin du XIe siècle, ainsi que celle des archidiaconés (voir ci-dessus) pour le diocèse de Léon. L'unité de base qu'est la paroisse se renforce alors, en partie grâce à la démographie, qui permet de quadriller totalement le territoire diocésain.
Comme à Quimper, la construction de la cathédrale de Saint-Pol-de-Léon débute au XIIIe siècle, sur l'emplacement d'un édifice roman dont subsistent des pans de murs. La nef est érigée en pierre calcaire, dans le style normand, puis les voûtes par l'évêque Guillaume Rochefort, au siècle suivant. Le transept et le chœur sont construits au XVe siècle : on y retrouve les armes des évêques Jean Prigent (1436 - 1439) et Guillaume Ferron (1439 - 1472). Sous Prigent, est édifiée la grande rosace.
L'année 1237 voit la création d'un couvent de Dominicains à Morlaix.

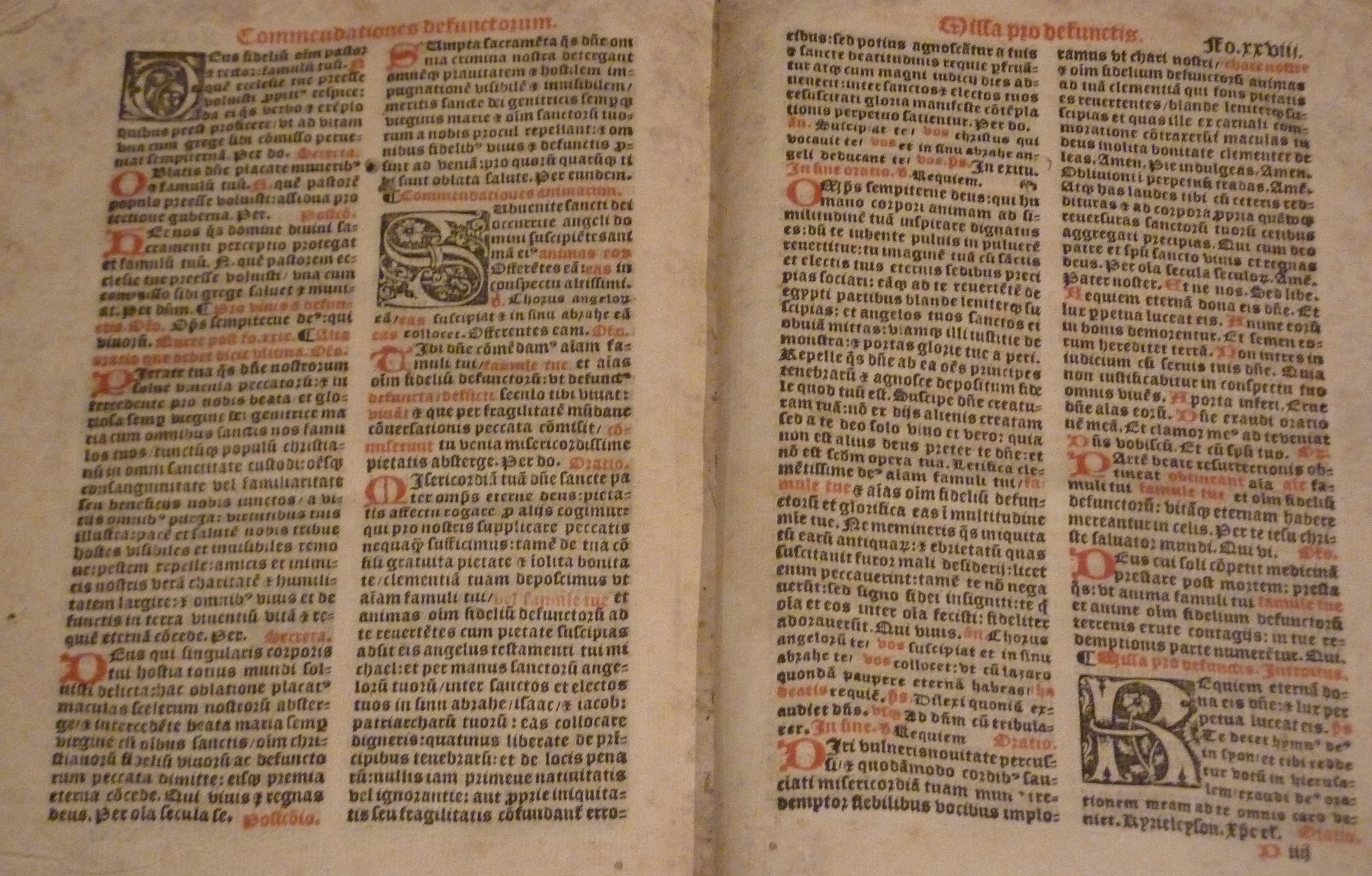
Missel du diocèse de Léon en breton (1526)

La Réforme, lancée en 1517 en Allemagne par Martin Luther, n'atteint pas la Bretagne. Toutefois, quelques manifestations de réformés sont connues à Morlaix dès 1530. Le calvinisme reste disséminé et faible. Une relative tolérance semble d'ailleurs s'installer en Bretagne. L'édit de Nantes accorde la liberté de culte, mais constate l'absence des lieux de culte issus de la Réforme dans le Léon. Un temple est connu pour le XVIIe siècle à Morlaix, mais le protestantisme ne parvient pas à conquérir les masses rurales ni le clergé paroissial.
Après le concile de Trente (1545-1563), l'Église catholique met en place sa Réforme visant à corriger les nombreux abus mis en lumière par les protestants. Un nouveau clergé se met progressivement en place, plus digne que l'ancien. Le clergé, au cours du XVIIe siècle a désormais l'obligation de résidence dans la paroisse, ce qui n'était pas le cas par le passé. De nombreux couvents sont alors créés : en cinquante ans, six couvents s'ouvrent à Morlaix.
En 1580, un collège est établi à Saint-Pol, tenu par le clergé diocésain.

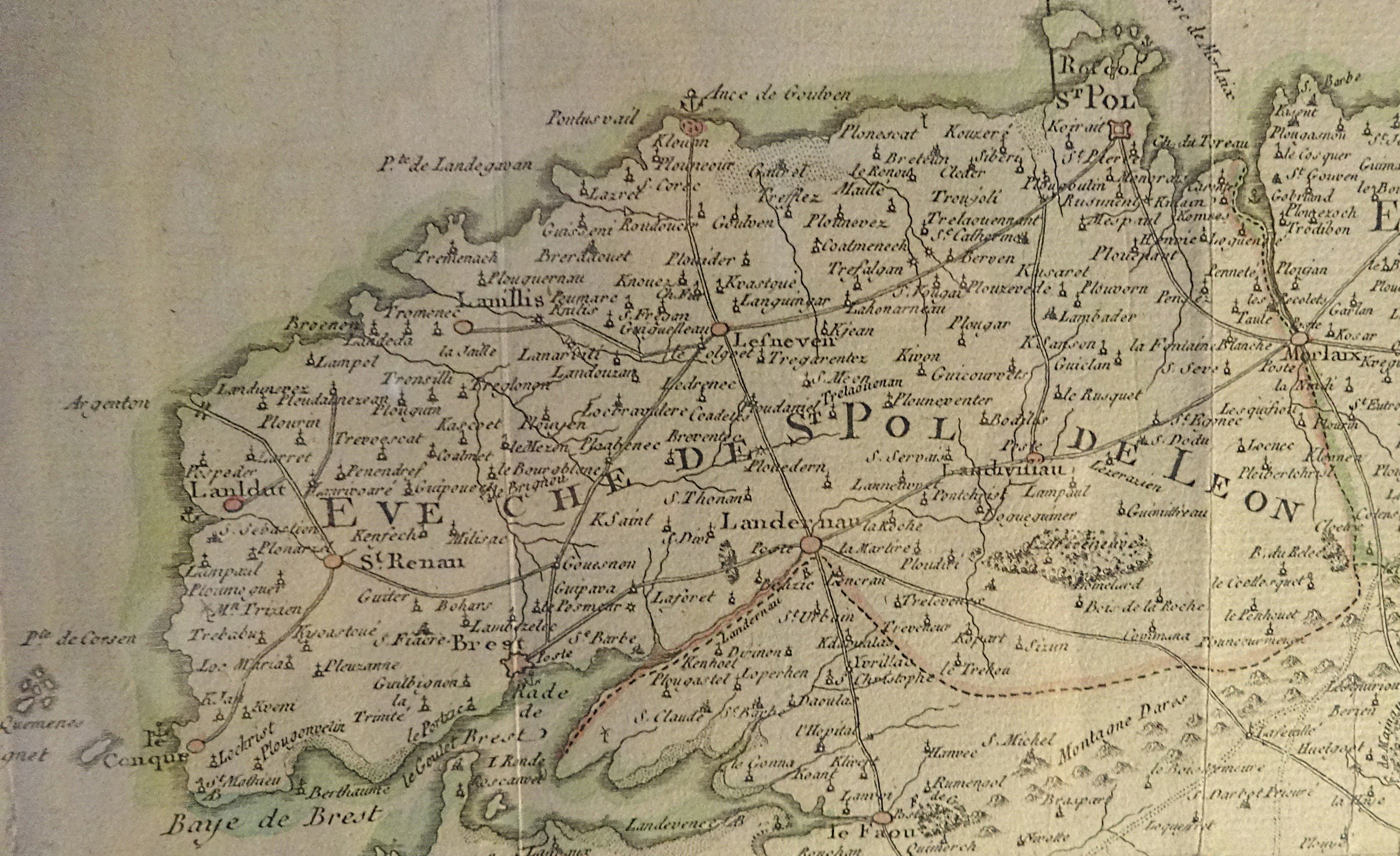
Carte de l'évêché de Léon en 1775.

En 1687 est créé le grand séminaire.
Aux XVIe et XVIIe siècles apparaît la demande artistique des paroisses. L'augmentation des recettes des fabriques provoque l'éclosion d'œuvres nouvelles, dont les enclos paroissiaux. C'est le cas du Haut-Léon où la prospérité des Juloded permet la construction de nombreux édifices.

### La fin de l'évêché de Léon
Le dernier évêque spécifique de Léon est Jean-François de La Marche, à partir de 1772. Il inclut une section de petit séminaire au collège de Saint-Pol-de-Léon. Soucieux des réalités économiques[Selon qui ?], il répond à la grande enquête demandée par Turgot en 1774 et introduit la culture de la pomme de terre. La Révolution française le contraint à s'exiler à Londres où il meurt en 1806. En son absence, le diocèse est dirigé par l'abbé Michel Henry.
En 1788, Louis XVI ayant convoqué les États généraux à Versailles, des assemblées locales se réunissent afin de désigner les délégués. Le clergé du Léon avait droit à deux députés. L'assemblée désigne, en août 1788 Dom Verguet, prieur du Relecq, et Louis-Alexandre Expilly de La Poipe, recteur de Saint-Martin-des-Champs.
Le 2 novembre 1789, la Constituante vote le décret mettant les propriétés de l'Église à la disposition de la Nation.
Le 13 février 1790, elle supprime les ordres religieux (sauf les hospitaliers et les enseignants).
Le 12 juillet 1790, à la suite des travaux d'une commission présidée par le léonard Louis-Alexandre Expilly de La Poipe, elle promulgue la Constitution civile du clergé qui réorganise l'Église de France créant un diocèse par département.
Le 30 septembre 1790 décède l'évêque de Cornouaille. Pour la première fois en France, la nouvelle loi est appliquée : le corps électoral du Finistère, établi en 1790, est convoqué à la cathédrale de Quimper pour le 1er novembre, malgré la fronde du chapitre qui, conformément au droit canonique, supplée l'évêque pendant la vacance du siège. Au troisième tour, Louis-Alexandre Expilly de La Poipe obtient 233 voix sur 380 votants (alors que Jean-François de La Marche, qui n'est pas candidat, en réunit 125). Expilly, proclamé évêque élu du Finistère est le premier évêque constitutionnel de France. Il est ordonné à Paris par Talleyrand. Arrêté en 1793, il est guillotiné le 22 mai 1794. Le siège épiscopal reste alors vacant pendant quatre ans.
Dans ce qui devient l'ancien diocèse de Léon, 338 prêtres sur 395 refusent de prêter serment. Cinquante-sept le prêtent. Sept d'entre eux se rétracteront par la suite.
La fusion de l'évêché de Léon avec l'évêché de Cornouaille forme l'actuel diocèse de Quimper et Léon basé à Quimper et s'étendant sur tout le département du Finistère.

## Subdivisions
L'évêché de Léon comportait trois archidiaconés qui, de par leur taille, auraient été appelés dans d'autres évêchés bretons doyennés :
- Léon (autour de Saint-Pol-de-Léon) ;
- Kemenet-Ily (autour de Lesneven) ;
- Ac'h (autour de Saint-Renan)[2].

ainsi qu'un Minihy :
- Le Minihy Paul

À la fin du XVIIIe siècle, le Léon compte 2 000 km2 et 200 000 habitants (densité de population double de celle de la Cornouaille). Son réseau paroissial est plus dense : 87 paroisses et 37 trèves.

## Le pouvoir civil
La majeure partie de l'évêché de Léon a formé dans la première moitié du Moyen Âge la vicomté de Léon qui, en 1176, est scindée en deux au profit d'une branche cadette qui forme la seigneurie de Léon. La vicomté de Léon disparaît à la fin du XIIIe siècle, absorbée par le duché de Bretagne, la seigneurie de Léon subsiste jusqu'à la Révolution française, même si elle est passée aux mains de la famille de Rohan à partir de 1363.

## Personnages célèbres du diocèse

### Santig Du
C'est  vers 1279 que, selon la tradition, naît à Saint-Vougay Jean Discalceat, Jean le Déchaussé, ou, en breton « Yann Divoutou »  c'est-à-dire « sans sabot », plus connu sous le nom de Santig Du, moine franciscain de l'ordre des frères mineurs, les cordeliers, etc. En effet, les disciples de François d'Assise (1181-1226) sont très nombreux en Bretagne[réf. nécessaire].

### Salaün Ar Fol
En 1310 naît Salaün ar Foll. Simple d'esprit, mendiant son pain de ferme en ferme en répétant inlassablement « Ave Maria », il vit dans une clairière de la forêt près de Lesneven. Il est appelé « Le fou du bois », (Fol ar c'hoad). Salaün ar Fol meurt dans l'indifférence en 1358. Peu après, on découvre sur sa tombe un lys sur lequel est écrit en lettres d'or : « Ave Maria ». En ouvrant sa tombe, on constate que le lys prend racine dans sa bouche. Le miracle attire rapidement les foules. On bâtit une chapelle au lieu désormais appelé Le Folgoët, qui sera érigée en collégiale par Jean V en 1423.

### Dom Michel Le Nobletz
En 1577 naît au manoir de Kerodern, en Plouguerneau, Michel Le Nobletz, personnage atypique et isolé qui marque son temps. Il se forme chez les Jésuites. À Bordeaux, il étudie la théologie. À Paris, son directeur est le père Coton, confesseur d'Henri IV. Rentré en Léon, il refuse la carrière classique qui s'ouvre à lui, un poste avec de confortables bénéfices, pour une vie vouée à l'évangélisation. Après un passage chez les Dominicains de Morlaix, il missionne en Léon, en passant par Ouessant, Molène. Il s'installe pendant vingt ans à Douarnenez, en Cornouaille,  d'où il est chassé pour revenir en 1639 en  Léon, au Conquet où il meurt en 1652. Il s'est lui-même choisi pour successeur le père Julien Maunoir, lequel sera béatifié par Pie XII en 1951.